# Kamie Ethridge
Mary Camille Ethridge (nacida el 21 de abril de 1964 en Hereford, Texas) es una exjugadora de baloncesto estadounidense. Consiguió 2 medallas con  Estados Unidos en mundiales y Juegos Olímpicos. Después de retirarse ha ejercido de entrenadora en la NCAA. 